# Линовицька селищна рада
Лино́вицька се́лищна ра́да ОТГ — адміністративно-територіальна одиниця та орган місцевого самоврядування у Прилуцькому районі Чернігівської області. Адміністративний центр — селище міського типу Линовиця.

## Загальні відомості
Линовицька селищна рада утворена у 1919 році.
8.08.1945 хутір Глинщина у Прилуцькому районі був переданий з Линовицької до Богданівської сільради.
Громада утворена 22 серпня 2017 року (Постанова ЦВК [Архівовано 18 лютого 2019 у Wayback Machine.])
- Територія громади: 113.07 км²
- Населення: 3434 особи (станом на 2018 рік)

## Населені пункти
Селищній раді ОТГ підпорядковані населені пункти:
- смт Линовиця                                                                       Линовицька селищна рада, КОАТУУ: 7424155600, ЄДРПОУ: 04412455 Населення: 2825 чол
- с. Нова Гребля                                                              Новогребельська сільська рада, КОАТУУ: 7424185801, ЄДРПОУ: 04415761 Населення: 41 чол.  У підпорядкуванні: село Лутайка (104 чол), село Мокляки (178 чол), село Мохнівка (53 чол)
- с. Бубнівщина                                                                    Бубнівщинська сільська рада, КОАТУУ: 7424181201, ЄДРПОУ: 04415620 Населення: 311 чол.
- с. Даньківка                                                                             Даньківська сільська рада, КОАТУУ: 7424182101, ЄДРПОУ: 02165716 Населення: 178 чол. У підпорядкуванні: село Нетягівщина (18 чол), село Онищенків (178 чол), село Стасівщина (190 чол)

## Склад ради
Рада складається з 14 депутатів та голови.
- Голова ради: Нестерко Віталій Іванович [Архівовано 18 лютого 2019 у Wayback Machine.]
- Секретар ради: Олійник Наталія Миколаївна

### Керівний склад попередніх скликань
| Прізвище, ім'я, по батькові   | Основні відомості                                                              | Дата обрання | Дата звільнення |
| ----------------------------- | ------------------------------------------------------------------------------ | ------------ | --------------- |
| Лябах Анатолій Андрійович     | Селищний голова, 1962 року народження, безпартійний                            | 26.03.2006   | 31.10.2010      |
| Назарко Олександр Миколайович | Селищний голова, 1952 року народження, освіта середня спеціальна, безпартійний | 31.10.2010   | 12.01.2018      |

Примітка: таблиця складена за даними сайту Верховної Ради України

### Депутати
За результатами місцевих виборів 2017 року депутатами ради стали:

#### За суб'єктами висування
| Суб'єкт висування                      | Кількість обраних депутатів | %     |
| -------------------------------------- | --------------------------- | ----- |
| "Радикальна партія Олега Ляшка"        | 11                          | 78.57 |
| Всеукраїнське об’єднання "Батьківщина" | 3                           | 21.43 |

#### За округами
| № округу                               | Прізвище, ім'я, по батькові      | Дата народження | Освіта              | Висування                                                             | Відомості про обраного депутата                                      |
| -------------------------------------- | -------------------------------- | --------------- | ------------------- | --------------------------------------------------------------------- | -------------------------------------------------------------------- |
| Всеукраїнське об’єднання "Батьківщина" |                                  |                 |                     |                                                                       |                                                                      |
| 10                                     | Лазоренко Людмила Володимирівна  | 01.05.1956      | середня спеціальна  | член Політичної партії Всеукраїнське об’єднання "Батьківщина"         | Линовицька селищна бібліотека, бібліотекар                           |
| 14                                     | Цегельник Роман Андрійович       | 29.12.1953      | вища                | член Політичної партії Всеукраїнське об’єднання "Батьківщина"         | пенсіонер                                                            |
| 2                                      | Устюгова Маргарита Володимирівна | 13.10.1971      | вища                | Політична партія Всеукраїнське об’єднання "Батьківщина", позапартійна | Линовицька ЗОШ I – III ступенів, вчитель                             |
| "Радикальна партія Олега Ляшка"        |                                  |                 |                     |                                                                       |                                                                      |
| 1                                      | Приходько Світлана Анатоліївна   | 18.04.1968      | професійно-технічна | Політична партія "Радикальна партія Олега Ляшка", позапартійна        | Полтавська дирекція залізничних перевезень, касир                    |
| 3                                      | Силко Валентина Миколаївна       | 08.06.1967      | вища                | Політична партія "Радикальна партія Олега Ляшка", позапартійна        | Линовицька ЗОШ I – III ступенів, вчитель                             |
| 4                                      | Гринько Олена Іванівна           | 28.06.1973      | професійно-технічна | член Політичної партії "Радикальна партія Олега Ляшка"                | Линовицька ОТГ, фахівець соц. роботи із вразливими сім'ями та дітьми |
| 5                                      | Носко Любомир Андрійович         | 28.05.1978      | середня спеціальна  | Політична партія "Радикальна партія Олега Ляшка", позапартійний       | СТОВ "Цукровик", агроном                                             |
| 6                                      | Силенко Наталія Петрівна         | 25.07.1976      | вища                | Політична партія "Радикальна партія Олега Ляшка", позапартійна        | Линовицька ЗОШ I – III ступенів, вчитель                             |
| 7                                      | Залевська Світлана Володимирівна | 22.11.1972      | професійно-технічна | Політична партія "Радикальна партія Олега Ляшка", позапартійна        | ТОВ "Гутянський елеватор", бухгалтер                                 |
| 8                                      | Новицька Людмила Борисівна       | 05.06.1962      | вища                | Політична партія "Радикальна партія Олега Ляшка", позапартійна        | Линовицька ЗОШ I – III ступенів, вчитель                             |
| 9                                      | Волков Валентин Миколайович      | 24.07.1979      | вища                | Політична партія "Радикальна партія Олега Ляшка", позапартійний       | ДЮСШ Прилуцького району, тренер                                      |
| 11                                     | Овчинник Алла Миколаївна         | 11.09.1968      | вища                | Політична партія "Радикальна партія Олега Ляшка", позапартійна        | Линовицька ЗОШ I – III ступенів, вчитель                             |
| 12                                     | Люшня Віктор Володимирович       | 05.04.1969      | вища                | член Політичної партії "Радикальна партія Олега Ляшка"                | ТОВ "Прилуцьке ХПП", менеджер                                        |
| 13                                     | Олійник Наталія Миколаївна       | 01.04.1983      | професійно-технічна | Політична партія "Радикальна партія Олега Ляшка", позапартійна        | Линовицька селищна рада, секретар ради                               |